# Almenara (Espanha)
Almenara é um município da Espanha na província de Castelló, Comunidade Valenciana. Tem 27,6 km² de área e em 2021 tinha 6 254 habitantes (densidade: 226,6 hab./km²).

## Demografia
| Variação demográfica do município entre 1991 e 2004 | Variação demográfica do município entre 1991 e 2004 | Variação demográfica do município entre 1991 e 2004 | Variação demográfica do município entre 1991 e 2004 |
| --------------------------------------------------- | --------------------------------------------------- | --------------------------------------------------- | --------------------------------------------------- |
| 1991                                                | 1996                                                | 2001                                                | 2004                                                |
| 5030                                                | 5018                                                | 4947                                                | 5045                                                |